# Hemimycena nitriolens
Hemimycena nitriolens är en svampart som tillhör divisionen basidiesvampar, och som först beskrevs av Valla, och fick sitt nu gällande namn av Vladimír Antonín och Machiel Evert ("Chiel") Noordeloos. Hemimycena nitriolens ingår i släktet Hemimycena, och familjen Chromocyphellaceae. Arten har ej påträffats i Sverige.